# Серафим (ім'я)
Серафим ― (від івр. одн. שְׂרָפִים‎, мн. שָׂרַ) чоловіче ім'я, що має релігійне коріння і єврейське походження. Походить зі староєврейської мови, де означає «вогненний, палаючий». У Біблії серафимами називали ангелів з трьома парами крил, найбільш наближених до Бога. Ім'я шанується як католицькою, так і православною церквами, і сходить від преп. Серафима Саровського.
Від чоловічого імені Серафим було утворено жіноче ім’я Серафима, яке широко і швидко поширилося по різних країнах.

## Іменини
15 січня та 1 серпня.

## Форми імені

### Зменшено-лагідний варіант
Серафимочка, Серафимушка, Серафимонька, Серафимчик, Фімочка, Фимушка, Фимчик, Симочка, Симонька, Симушка, Симуля, Симуня, Симуша.

### Скорочена форма
Серафимка, Фіма, Фимко, Сіма, Симка.

### Церковна форма
Серафим.

## Відомі особистості
- Серафим Саровський — преподобний, один з найбільш шанованих святих Російської православної церкви;
- Серафим Вирицький (у світі Василь Миколайович Муравьйов — російський православний святий, чудотворець та монах, старець;
- Серафим II (Анін) — патріарх Константинопольський у 1757—1761 роках;
- Серафим (Бонь) — єпископ грецької старостильної Істинно-православної церкви (Синод Кирика); митрополит Київський і всієї Русі (з 2008);
- Серафим (Гачковський) — архієрей РПЦ;
- Серафим (Голубятніков) — архієрей РПЦ;
- Серафим (Дем'янів) — архієрей РПЦ (УПЦ МП);
- Серафим (Загоровський) — ієромонах, преподобноісповідник, місцевошанований святий УПЦ (МП);
- Серафим (Залізницький) — архієрей РПЦ (УПЦ МП);
- Серафим (Зборовський) — архієрей РПЦ, єпископ, жертва сталінського терору;
- Серафим (Лук'янов) — архієрей РПЦ, в різний час знаходився у клірі православної Церкви Фінляндії та РПЦ;
- Серафим (Мещеряков) — архієрей РПЦ, митрополит, жертва сталінського терору;
- Серафим (Роуз) — священнослужитель Російської православної церкви за кордоном, ієромонах, духовний письменник;
- Серафим (Самойлович) — релігійний діяч Російської імперії та СРСР, місіонер на Алясці, один із лідерів руху «йосифлян», архієпископ Углицький, вікарій Ярославської єпархії РПЦ, місцеблюститель РПЦ (1927—1928);
- Серафим (Соболєв) — російський і болгарський релігійний діяч, монархіст, учасник Карловацького церковного розколу, канонізований РПЦ;
- Серафим (Тихонов) — архієрей РПЦ;
- Серафим (Чичаґов) — архієрей РПЦ, митрополит, жертва сталінського терору, новомученик;
- Серафим (Цудзіе) — архієпископ Токійський, митрополит усієї Японії з 2023 року;
- Серафим (Шарапов) — архієрей РПЦ;
- Серафим Куртц – історик, публіцист;
- Серафим Журков – вчений-фізик.[1]